# Дежевский сельсовет
Дежевский сельсове́т — административно-территориальная единица (сельсовет) в Солнцевском районе Курской области.
Административный центр — село Дежевка.

## История
Законом Курской области от 15 августа 1996 года № 6-ЗКО на территории Дежевского сельсовета было образовано муниципальное образование Дежевский сельсовет.
Законом Курской области от 21 октября 2004 года № 48-ЗКО (в ходе муниципальной реформы 2006 года) муниципальное образование Дежевский сельсовет было наделено статусом сельского поселения.
Законом Курской области от 26 апреля 2010 года № 26-ЗКО муниципальное образование Зуевский сельсовет, муниципальное образование Дежевский сельсовет и муниципальное образование Выползовский сельсовет были преобразованы путём объединения в муниципальное образование Зуевский сельсовет.

## Населённые пункты
В состав сельсовета входят:
- село Дежевка
- хутор Буланец
- деревня Малиновка
- село Сараевка

## Транспорт
По территории сельсовета проходят пути железнодорожной магистрали «Курск — Белгород — Старый Оскол» с двумя станциями и двумя платформами:
- 4 км (платформа) — платформа на ветке Сараевка — Старый Оскол
- Надежевка — платформа на ветке Сараевка — Курск
- Сараевка[5] — станция на пересечении линии Курск — Белгород и ветки Сараевка — Старый Оскол
- Сараевка-2 — грузовая станция на пересечении веток Сараевка — Старый Оскол и Солнцево — Старый Оскол, ныне не действующая в связи с переносом грузопотока металла с Курска на Белгород.